# Richard Dedekind
Julius Wilhelm Richard Dedekind (Braunschweig, 6 ottobre 1831 – Braunschweig, 12 febbraio 1916) è stato un matematico tedesco.
Ha dato importanti contributi alla teoria dei numeri, lavorando in stretto contatto con Ernst Eduard Kummer.

## Biografia e scoperte
Nasce a Braunschweig, minore dei quattro figli di Julius Levin Ulrich Dedekind, e vive con la sorella Julia fino alla morte di lei nel 1914; entrambi non si sposarono mai.
Nel 1848 entra al Collegium Carolinum a Braunschweig e nel 1850, dopo aver conseguito una robusta conoscenza della matematica, entra all'Università di Gottinga. Qui Gauss insegna matematica ad un livello abbastanza elementare e Dedekind apprende la teoria dei numeri presso il Dipartimento di Matematica e Fisica. Tra i più influenti insegnanti di Dedekind vi è anche Moritz Abraham Stern, che in quegli anni scrive diversi lavori sulla teoria dei numeri. Dedekind consegue il dottorato nel 1852 sotto la supervisione di Gauss (sarà il suo ultimo allievo) presentando una dissertazione sulla teoria degli integrali di Eulero. Nella sua tesi dimostra abilità e autonomia, anche se non il particolare talento presente in quasi tutte le pagine dei suoi lavori successivi.
Successivamente Dedekind trascorre due anni a Berlino. Nel 1854, quasi contemporaneamente a Riemann, gli viene riconosciuta la Habilitation e inizia a insegnare teoria della probabilità e geometria a Gottinga. Qui gli accade di studiare con Dirichlet con cui stringe un'amicizia. Si dedica allo studio delle funzioni ellittiche e di quelle abeliane per colmare le sue carenze su tali argomenti. Negli stessi anni è il primo a tenere conferenze sulla teoria di Galois ed è tra i primi a comprendere il significato fondamentale della teoria dei gruppi in algebra e in teoria dei numeri.
Nel 1858 si trasferisce a Zurigo ad insegnare al locale Politecnico. In questo periodo definisce un nuovo metodo (basato in modo essenziale sul concetto di incommensurabile presente negli Elementi di Euclide) di rappresentare i numeri reali servendosi di classi contigue di numeri razionali. Un numero reale viene definito come una partizione dei razionali in due sottoinsiemi tali che tutti gli elementi di uno di essi siano minori di ciascuno degli elementi dell'altro. Nel caso in cui il sottoinsieme formato dai numeri più piccoli sia sprovvisto in {\displaystyle Q} di estremo superiore, e contemporaneamente l'altro sia sprovvisto di estremo inferiore, la partizione costituisce un numero irrazionale, (sezione di Dedekind). A livello intuitivo è comune non identificare i numeri reali con le partizioni dei razionali in classi contigue, ma dire che esse individuano, come elemento di separazione, un numero reale.
In seguito il Collegium Carolinum viene trasformato in una Scuola tecnica superiore e Dedekind inizia ad insegnarvi nel 1862; vi rimane per i successivi 50 anni, i più produttivi della sua vita. Nel 1863 pubblica l'opera di Dirichlet sulla teoria dei numeri Vorlesungen über Zahlentheorie (Lezioni sulla Teoria dei Numeri). Nel 1872 pubblica una ridefinizione più rigorosa dei numeri irrazionali in uno scritto intitolato Stetigkeit und irrationale Zahlen (Continuità e numeri irrazionali). Nel 1874 incontra Cantor in Svizzera, a Interlaken ed è il primo matematico ad accettare il lavoro di Cantor sulla teoria degli insiemi infiniti, in un periodo nel quale molti altri matematici non avevano ancora compreso queste teorie. Il suo appoggio fu fondamentale per Cantor per contrastare le aspre obiezioni di Kronecker al concetto generale di infinito nella teoria dei numeri. Nel lavoro prima menzionato Dedekind aveva fornito la precisa definizione di un insieme infinito. Egli sosteneva che un insieme è infinito quando 'è simile' ad un suo sottoinsieme proprio, cioè si può porre in corrispondenza biunivoca con esso. Ad esempio esiste una corrispondenza uno ad uno dell'insieme N dei numeri naturali con il suo sottoinsieme proprio dei quadrati degli interi naturali N2:
Nella terza edizione (1879) del libro Über die Theorie der ganzen algebraischen Zahlen (Sulla Teoria dei numeri interi algebrici) propone la nozione di ideale. Egli basa il suo lavoro sulle teorie di Kummer esposte nel 1843 nel suo lavoro sull'ultimo teorema di Fermat. Nel 1882 pubblica con Heinrich Martin Weber un articolo in cui la teoria di Dedekind sugli ideali viene applicata alle superfici di Riemann. Nel 1888 pubblica Was sind und was sollen die Zahlen? (Cosa sono i numeri e cosa dovrebbero essere?) dove definisce gli insiemi infiniti secondo una sua concezione. In questo lavoro dimostra come si potrebbe far derivare l'aritmetica da un insieme di assiomi. Una versione equivalente ma più semplice fu formulata l'anno successivo da Peano, e resta la più conosciuta al giorno d'oggi.